# Derechas (obra de teatro)
Derechas es una obra de teatro argentina, protagonizada por: Edda Bustamante, Mimí Pons, Cristina Alberó, Katja Alemann, Edda Díaz, Calu Rivero, Carolina Papaleo, Juana Repetto, María Fernanda Callejón, Emilia Mazer, Paula Morales, Luisa Albinoni, Zulma Faiad, María Carámbula; y dirigida por: José María Muscari.

## Sinopsis
La historia se trata de cinco madres de entre 60 y 70 años y sus cinco respectivas hijas de entre 40 y 50 años organizan una cena show de beneficencia para una causa que se mantiene oculta… el evento intenta desarrollarse normalmente pero las fricciones y frustraciones hacen que comience una tirante puja en donde se disputa el poder y las relaciones comienzan a subvertirse y a degradarse cada vez más, producto de la realidad que apalea a esta familia que todo se le escapa de las manos y la intriga queda revelada cuando el público (que está integrado a la representación teatral, pues comparte la mesa con las actrices y cena con ellas) se entera de la desgarradora relación de estas 10 mujeres con Eva Perón…

## Protagonistas de primera temporada (2018)
- Edda Bustamante como...
- Mimí Pons como...
- Cristina Alberó como...
- Katja Alemann como...
- Edda Díaz como...
- Carolina Papaleo como...
- Juana Repetto como...
- Calu Rivero como... Libertad.
- Barbie Vélez como... Libertad.
- María Fernanda Callejón como...
- Emilia Mazer como...
- Paula Morales como...

## Protagonistas de segunda temporada (2019)
- Edda Bustamante como...
- Cristina Alberó como...
- Katja Alemann como...
- Edda Díaz como...
- Juana Repetto como...
- Bárbara Vélez como... Libertad.
- Emilia Mazer como...
- Paula Morales como...
- Luisa Albinoni como...
- Zulma Faiad como...
- María Carámbula como...

- Datos: Q54823917